# Colleen Callaghan
Colleen Callaghan (* 1931; † 6. April 2020) war eine amerikanische Friseurin, die zweimal für einen Oscar nominiert wurde.

## Leben
Callaghan arbeitete seit vier Jahrzehnten als Friseurin in der Unterhaltungsbranche. Sie interessierte sich seit der Kindheit für Musik und das Theater und trat regelmäßig als Sängerin und Schauspielerin auf. Später begann sie, die Haare der Mitschauspieler oder anderen Sänger zu frisieren. Sie wuchs in Texas auf, zog jedoch nach New York City, wo sie am Broadway arbeitete und ihre Ausbildung als Kosmetologin machte.
Ab 1961 begann sie als Friseurin für verschiedene Fernsehproduktionen wie The Ed Sullivan Show und Hallmark Hall of Fame zu arbeiten. In neuerer Zeit hat sie an Empire Falls mitgewirkt. Seit den 1960er Jahren war sie an mehr als 120 Film- und Fernsehproduktionen beteiligt.

## Filmografie (Auswahl)
- 1963: Act One
- 1963/64: East Side/West Side
- 2001: A Beautiful Mind – Genie und Wahnsinn
- 2008: Der seltsame Fall des Benjamin Button (The Curious Case of Benjamin Button)

## Auszeichnungen (Auswahl)
Bei der Oscarverleihung 1996 wurde sie für ihr Mitwirken an dem Film Familien-Bande (Roommates) in der Kategorie Bestes Make-Up nominiert und 2002 ein weiteres Mal in derselben Kategorie für A Beautiful Mind. 2009 wurde ihr bei den British Academy Film Awards die Auszeichnung in der Kategorie Beste Maske für Der seltsame Fall des Benjamin Button verliehen.